# Симу-де-Вила-да-Каштаньейра
Симу-де-Вила-да-Каштаньейра (порт. Cimo de Vila da Castanheira)  —  населённый пункт и район в Португалии,  входит в округ Вила-Реал. Является составной частью муниципалитета  Шавеш. По старому административному делению входил в провинцию Траз-уж-Монтиш и Алту-Дору. Входит в экономико-статистический  субрегион Алту-Траз-уш-Монтеш, который входит в Северный регион. Население составляет 605 человек на 2001 год. Занимает площадь 15,74 км².